# 893 Leopoldina
893 Leopoldina è un asteroide della fascia principale del diametro medio di circa 76,14 km. Scoperto nel 1918, presenta un'orbita caratterizzata da un semiasse maggiore pari a 3,0484128 UA e da un'eccentricità di 0,1509336, inclinata di 17,03280° rispetto all'eclittica.
Il suo nome è un omaggio all'Accademia Cesarea Leopoldina, a Halle in Germania.